# Responsabilidad social de los medios
La responsabilidad de los Medios de comunicación e información su origen en la llamada Teoría de la Responsabilidad de los medios de comunicación de la Prensa, planteada en 1947 a raíz del Informe Hutchins/ en la Universidad de Chicago. El informe partió de la situación decadente de los (mass media) en Estados Unidos, con el convencimiento de que el sistema de libre mercado no aseguró la libertad de prensa ni los beneficios sociales que se derivaban de ella. La comisión señaló cinco funciones que debían cumplir los medios en una sociedad:
1. Hacer un relato comprensivo y real de los acontecimientos diarios con contexto y sentido.
2. Servir de foro para el intercambio de comentarios y críticas.
3. Proyectar la visión de la realidad de los grupos relevantes en la sociedad.
4. Presentar y explicar las metas y valores de la sociedad.
5. Garantizar el acceso pleno a la información relevante del día.

De esta forma surge la concepción social de la información, no considerar a los medios como una industria más en un mercado libre de ideas, sino como unos entes con una responsabilidad ante la comunidad social y el bienestar general. Y esa responsabilidad social carece de sentido si no se sitúa dentro de un contexto ético.

## El ideal de Responsabilidad Social de los Medios
Con los procesos de obtención, producción y emisión de la información se inicia la responsabilidad social de un medio de comunicación. En esos momentos debe predominar el principio de veracidad, con el fin de garantizar los derechos fundamentales de las personas que se pueden ver afectadas con la divulgación de la información. Estas acciones no merman en absoluto el derecho de los medios a informar libremente, pero sí deben hacerlo dentro de los límites del bien común y del respeto de los derechos de las personas..
Con el ejercicio ético del periodismo se establece un compromiso con la sociedad, y en especial con el principal destinatario de la información: el ciudadano. La sociedad, recíprocamente, ofrece su credibilidad y confianza hacia el trabajo del periodista.
La mayoría de los códigos deontológicos recogen una apelación común a la Responsabilidad Social de los Medios o del periodista. El Código Internacional de Ética Periodística de la UNESCO, en su Principio III, dice: “La información en periodismo se entiende como bien social y no como un producto, lo que significa que el periodista comparte la responsabilidad de la información transmitida y es, por lo tanto, responsable, no solamente ante quienes controlan los medios, sino principalmente ante el público, incluyendo variados intereses sociales. La responsabilidad social del periodista requiere que él o ella actúen, bajo todas las circunstancias, en conformidad con los principios de la ética profesional”.
Del mismo modo, el Código europeo de deontología del periodismo, en el apartado 1, dice: ”Además de los derechos y deberes jurídicos que están recogidos en las normas jurídicas pertinentes, los medios de comunicación asumen en relación con los ciudadanos y la sociedad, una responsabilidad ética que es necesario recordar en los momentos actuales, en los que la información y la comunicación revisten una gran importancia para el desarrollo de la personalidad de los ciudadanos así como para la evolución de la sociedad y la vida democrática”.
En los códigos deontológicos recientes se expresa un reconocimiento del papel positivo que los medios de comunicación pueden desempeñar en la solución de los problemas sociales. Se plantea la responsabilidad del medio como la posibilidad de hacer el bien a la sociedad.